# Fédération française du bâtiment
Pour les articles homonymes, voir FFB.
La Fédération française du bâtiment (FFB) est une organisation professionnelle créée en 1904, et un lobby dont l'objectif est de représenter et d'accompagner les entreprises du bâtiment.
La FFB regroupe 50 000 entreprises, dont 35 000 artisans Elle est présidée depuis 2020 par Olivier Salleron.

## Présentation
La FFB s'est fixé trois missions :
- être le porte-parole des entreprises de bâtiment ;
- informer et assister ces entreprises ;
- faire vivre la solidarité professionnelle.

Elle a pour rôle de fixer l'indice du coût de la construction.

## Organisation
La FFB organise un maillage territorial, à l'échelle départementale et régionale ainsi qu'à travers les syndicats de métiers. 

### Présidents successifs
- Lucien Soulé, 1905-1908.
- Auguste Villemin, 1909-1921.
- Eugène Despagnat, 1921-1925.
- Lucien Douane, 1925-1933.
- Lucien Lassalle, 1933-1946.
- Georges Lanfry, 1946-1950.
- Joseph Rouger, 1950-1953.
- Robert Pradeau, 1953-1956.
- Raymond Pabanel, 1956-1963.
- Henri Faure, 1963-1970.
- René Lamigeon, 1970-1978.
- Jacques Danon, 1978-1984.
- Jacques Brunier, 1984-1990.
- Jean Domange, 1990-1996.
- Alain Sionneau, 1996-2002.
- Christian Baffy, 2002-2008.
- Didier Ridoret, 2008-2014 (réélu le 18 mars 2011).
- Jacques Chanut[2], 2014-2020 (réélu en 2017)
- Olivier Salleron (président d'une entreprise de chauffage, climatisation, plomberie), depuis mars 2020, réélu pour 3 ans, à l'âge de 55 ans, le 17 mars 2023[3].

## Histoire
En 1904, cinq fédérations régionales du BTP (Paris, Bordeaux, Épinal, Lyon et Rennes) créent une fédération nationale. Elle adhère alors rapidement à la Fédération internationale du BTP, ancêtre de l'actuelle FIEC (Fédération de l'Industrie Européenne de la Construction).
La FNBTP, nom d'origine, réunit son premier congrès à Bordeaux en 1907.
En 1921, de nouveaux statuts sont adoptés et les missions de la future FFB se précisent, notamment en raison de la densification du réseau des Fédérations locales.
La Profession s'organise progressivement, notamment avec la création des premières Caisses de congés payés du Bâtiment.
La Seconde Guerre mondiale modifie considérablement la place des organisations professionnelles, auxquelles on réserve la portion congrue face aux institutions créées par le régime de Vichy.
C'est aussi à cette époque que les Travaux Publics quittent la FNBTP et créent la FNTP.
En 1946, la FNBTP devient la FNB, « Fédération Nationale du Bâtiment et des activités annexes ». 
L'organisation actuelle de la FFB trouve sa source dans les années de la Libération : intégration des Unions de Métiers et création du Conseil des Professions, création de Fédérations départementales sur l'ensemble du territoire, discipline syndicale et installation des services administratifs et de la Présidence dans les actuels locaux de l'avenue Kléber et de la rue La Pérouse à Paris.
En 1959, une Commission Artisanale Fédérale (futur Conseil de l'Artisanat) est instituée afin de consolider la représentativité de la FNB dans le secteur de l'Artisanat.
La période des Trente Glorieuses s'achève brutalement avec les chocs pétroliers de 1973 et 1979. La FNB milite pour l'adoption d'un statut protecteur des sous-traitants.
La revue Bâtiment Actualité est créée en 1976 avec une diffusion bimensuelle et les premiers "Groupes Femmes" naissent en 1979.
En 1994, la Fédération inaugure l’École supérieure des jeunes dirigeants du Bâtiment (ESJDB).
En 1998 enfin, son logo et son nom actuels sont adoptés dans l'ensemble du réseau : la FNB devient FFB, Fédération Française du Bâtiment. Elle est certifiée ISO 9001 depuis 1999.
En 2002, la FFB édite une revue de réflexion, Constructif.
En 2005, elle met en place la Fondation FFB (sous l'égide de la Fondation de France) qui a essentiellement pour vocation de cofinancer des actions visant à favoriser l’insertion des publics en grande difficulté.
Au mois de mars 2020, Olivier Salleron succède à Jacques Chanut à la tête de la fédération. Jacques Chanut était président de la FFB depuis 2014. Olivier Salleron, 52 ans, est patron d'une entreprise de chauffage et de plomberie à Périgueux, en Dordogne. Il était jusqu'alors président de la section Nouvelle-Aquitaine de la fédération,.

## Activité de lobbying

### En France
En 2019, la FFB déclare à la Haute autorité pour la transparence de la vie publique des dépenses d'un montant de 800 000 à 900 000 euros pour ses activités de représentation d'intérêts.
Le lobbying de la FFB est mis en cause, en 2024, dans le détricotage de la réforme de la rénovation énergétique.

### Auprès des institutions de l'Union Européenne
La FFB est inscrite depuis 2009 au registre de transparence des représentants d'intérêts auprès de la Commission européenne. Elle déclare en 2015 pour cette activité 1 collaborateur à temps plein et des dépenses d'un montant compris entre 100 000 et 200 000 euros.